# Lora fiora
Lora fiora är en snäckart. Lora fiora ingår i släktet Lora och familjen Turridae. Inga underarter finns listade i Catalogue of Life.